# Francisco C. Ada International Airport
Francisco C. Ada International Airport (engelska: Saipan International Airport) är en flygplats i Nordmarianerna (USA). Den ligger i kommunen Saipan Municipality, i den södra delen av Nordmarianerna. Francisco C. Ada International Airport ligger 64 meter över havet. Den ligger på ön Nordmarianerna.
Terrängen runt Francisco C. Ada International Airport är huvudsakligen platt, men norrut är den kuperad.